# Richard Jackman
Richard Jackman, dit Ric Jackman, (né le 28 juin 1978 à Toronto, dans la province de l'Ontario au Canada) est un joueur professionnel canadien de hockey sur glace.

## Carrière en club
Il commence sa carrière en 1995 dans la ligue junior de la Ligue de hockey de l'Ontario en jouant pour les Greyhounds de Sault Ste. Marie. En 1996, il est choisi lors du repêchage d'entrée dans la Ligue nationale de hockey au cours du premier tour par les Stars de Dallas (cinquième choix au total). Il ne rejoint pas pour autant la LNH mais continue à jouer dans l'OHL puis dans la Ligue internationale de hockey.
En 2000, il fait enfin ses débuts dans la grande ligue et joue une vingtaine de matchs de la fin de la saison des Stars. Il ne parvient pas à se faire une place dans l'effectif de l'équipe et il connaît sa meilleure saison personnelle en 2003-2004 avec les Penguins de Pittsburgh qu'il rejoint en cours de saison en retour de Drake Berehowsky. Il commence la saison avec les Maple Leafs de Toronto et la finit dans la franchise de la Pennsylvanie aux côtés de Dick Tärnström.
Au cours du lock-out 2004-2005, il joue en Suède dans la première division suédoise (Allsvenskan). Il joue alors pour le club de l'IF Björklöven.
À son retour en Amérique du Nord, il retourne avec les Pens mais les quitte avant la fin de la saison 2005-2006 pour rejoindre les Panthers de la Floride. Il ne joue que quelques mois dans cette franchise avant de rejoindre l'équipe 2006-2007 des Ducks d'Anaheim. Il gagne la Coupe Stanley grâce à une victoire face aux Sénateurs d'Ottawa.
En 2008, il joue pour la deuxième fois de sa carrière en Europe au EC Red Bull Salzbourg mais finit la saison en 2e division suédoise (Leksands IF).
Le 11 mai 2009, il signe pour une saison au HC Bienne (LNA Suisse) où il reste une saison avant de signer au HC Slovan Bratislava en Extraliga.

## Statistiques

### En club
| Saison     | Équipe                           | Ligue          |     | Saison régulière | Saison régulière | Saison régulière | Saison régulière | Saison régulière |   | Séries éliminatoires | Séries éliminatoires | Séries éliminatoires | Séries éliminatoires | Séries éliminatoires |
| Saison     | Équipe                           | Ligue          | PJ  | B                | A                | Pts              | Pun              | PJ               | B | A                    | Pts                  | Pun                  |                      |                      |
| 1993-1994  | Senators de Mississauga          | MTHL           | 81  | 35               | 53               | 88               | 156              | -                | - | -                    | -                    | -                    |                      |                      |
| 1994-1995  | Senators de Mississauga          | MTHL           | 53  | 20               | 37               | 57               | 120              | -                | - | -                    | -                    | -                    |                      |                      |
| 1994-1995  | Dynes de Richmond Hill           | MTJHL          | 10  | 2                | 9                | 11               | 16               | -                | - | -                    | -                    | -                    |                      |                      |
| 1995-1996  | Greyhounds de Sault-Sainte-Marie | LHO            | 66  | 13               | 29               | 42               | 97               | 4                | 1 | 0                    | 1                    | 15                   |                      |                      |
| 1996-1997  | Greyhounds de Sault-Sainte-Marie | LHO            | 53  | 13               | 34               | 47               | 116              | 10               | 2 | 6                    | 8                    | 24                   |                      |                      |
| 1997-1998  | Greyhounds de Sault-Sainte-Marie | LHO            | 60  | 33               | 40               | 73               | 111              | -                | - | -                    | -                    | -                    |                      |                      |
| 1997-1998  | K-Wings du Michigan              | LIH            | 14  | 1                | 5                | 6                | 10               | 4                | 0 | 0                    | 0                    | 10                   |                      |                      |
| 1998-1999  | K-Wings du Michigan              | LIH            | 71  | 13               | 17               | 30               | 106              | 5                | 0 | 4                    | 4                    | 6                    |                      |                      |
| 1999-2000  | K-Wings du Michigan              | LIH            | 50  | 3                | 16               | 19               | 51               | -                | - | -                    | -                    | -                    |                      |                      |
| 1999-2000  | Stars de Dallas                  | LNH            | 22  | 1                | 2                | 3                | 6                | -                | - | -                    | -                    | -                    |                      |                      |
| 2000-2001  | Grizzlies de l'Utah              | LIH            | 57  | 9                | 19               | 28               | 24               | -                | - | -                    | -                    | -                    |                      |                      |
| 2000-2001  | Stars de Dallas                  | LNH            | 16  | 0                | 0                | 0                | 18               | -                | - | -                    | -                    | -                    |                      |                      |
| 2001-2002  | Bruins de Providence             | LAH            | 9   | 0                | 1                | 1                | 8                | 2                | 0 | 0                    | 0                    | 2                    |                      |                      |
| 2001-2002  | Bruins de Boston                 | LNH            | 2   | 0                | 0                | 0                | 2                | -                | - | -                    | -                    | -                    |                      |                      |
| 2002-2003  | Maple Leafs de Saint-Jean        | LAH            | 8   | 2                | 6                | 8                | 24               | -                | - | -                    | -                    | -                    |                      |                      |
| 2002-2003  | Maple Leafs de Toronto           | LNH            | 42  | 0                | 2                | 2                | 41               | -                | - | -                    | -                    | -                    |                      |                      |
| 2003-2004  | Maple Leafs de Toronto           | LNH            | 29  | 2                | 4                | 6                | 13               | -                | - | -                    | -                    | -                    |                      |                      |
| 2003-2004  | Maple Leafs de Saint-Jean        | LAH            | 3   | 2                | 1                | 3                | 0                | -                | - | -                    | -                    | -                    |                      |                      |
| 2003-2004  | Penguins de Pittsburgh           | LNH            | 25  | 7                | 17               | 24               | 14               | -                | - | -                    | -                    | -                    |                      |                      |
| 2004-2005  | IF Björklöven                    | Allsvenskan    | 46  | 13               | 26               | 39               | 209              | -                | - | -                    | -                    | -                    |                      |                      |
| 2005-2006  | Penguins de Pittsburgh           | LNH            | 49  | 6                | 22               | 28               | 46               | -                | - | -                    | -                    | -                    |                      |                      |
| 2005-2006  | Panthers de la Floride           | LNH            | 15  | 1                | 1                | 2                | 6                | -                | - | -                    | -                    | -                    |                      |                      |
| 2006-2007  | Panthers de la Floride           | LNH            | 7   | 1                | 0                | 1                | 10               | -                | - | -                    | -                    | -                    |                      |                      |
| 2006-2007  | Ducks d'Anaheim                  | LNH            | 24  | 1                | 10               | 11               | 10               | 7                | 1 | 1                    | 2                    | 2                    |                      |                      |
| 2007-2008  | EC Red Bull Salzbourg            | EBEL           | 31  | 7                | 23               | 30               | 34               | -                | - | -                    | -                    | -                    |                      |                      |
| 2007-2008  | Leksands IF                      | Allsvenskan    | 8   | 1                | 5                | 6                | 10               | 10               | 4 | 5                    | 9                    | 10                   |                      |                      |
| 2008-2009  | Leksands IF                      | Allsvenskan    | 29  | 8                | 12               | 20               | 91               | -                | - | -                    | -                    | -                    |                      |                      |
| 2009-2010  | HC Bienne                        | LNA            | 47  | 6                | 13               | 19               | 113              | -                | - | -                    | -                    | -                    |                      |                      |
| 2010-2011  | Grizzlies de l'Utah              | ECHL           | 16  | 4                | 10               | 14               | 4                | -                | - | -                    | -                    | -                    |                      |                      |
| 2010-2011  | HC Slovan Bratislava             | Extraliga slo. | 23  | 3                | 10               | 13               | 42               | 7                | 1 | 2                    | 3                    | 4                    |                      |                      |
| 2011-2012  | Anyang Halla                     | Asia League    | 36  | 9                | 28               | 37               | 36               | 5                | 1 | 4                    | 5                    | 6                    |                      |                      |
| 2012-2013  | Anyang Halla                     | Asia League    | 41  | 16               | 38               | 54               | 28               | 3                | 1 | 0                    | 1                    | 6                    |                      |                      |
| 2013-2014  | Alba Volán Székesfehérvár        | EBEL           | 52  | 4                | 21               | 25               | 42               | 4                | 0 | 1                    | 1                    | 0                    |                      |                      |
| 2014-2015  | Nippon Paper Cranes              | Asia League    | 46  | 13               | 13               | 26               | 62               | -                | - | -                    | -                    | -                    |                      |                      |
| 2015-2016  | Braehead Clan                    | EIHL           | 41  | 6                | 14               | 20               | 10               | 2                | 0 | 0                    | 0                    | 0                    |                      |                      |
| 2016-2017  | Fife Flyers                      | EIHL           | 43  | 2                | 18               | 20               | 28               | 2                | 0 | 0                    | 0                    | 2                    |                      |                      |
| Totaux LNH | Totaux LNH                       | Totaux LNH     | 231 | 19               | 58               | 77               | 166              | 7                | 1 | 1                    | 2                    | 2                    |                      |                      |

### En équipe nationale
| Année | Équipe        | Évènement                   |   | PJ | B | A | Pts | Pun           |  | Résultat |
| 1997  | Canada junior | Championnat du monde junior | 7 | 2  | 0 | 2 | 0   | Médaille d'or |  |          |

## Palmarès
- Équipe des recrues de la Ligue canadienne de hockey 1995-1996
- Médaille d'or au Championnat du monde junior en 1997 avec le Canada
- Vainqueur de la Coupe Stanley en 2007 avec les Ducks d'Anaheim
- Vainqueur de la Coupe Spengler en 2007 avec Team Canada